# Marvin Obando Obando
Marvin Obando Obando (Piedras Blancas, Osa, 4 de abril de 1960) es un exfutbolista profesional costarricense. Es padre del también futbolista Marvin Obando.
Obando actuó un total de 21 años en la Primera División de Costa Rica, entre 1979 y 2000, y participó en 685 encuentros, siendo el jugador con más partidos del fútbol profesional costarricense, superando por un encuentro al limonense Julio Fuller.
A la fecha, es el único futbolista costarricense en disputar dos Juegos Olímpicos (en Moscú 1980 y Los Ángeles 1984)

## Carrera deportiva

### Clubes
Inició su carrera deportiva en el Club Sport Herediano, haciendo su debut oficial en la Primera División de Costa Rica el 22 de julio de 1979 ante el Municipal Puntarenas. Con los florenses estuvo en distintos periodos (1979 a 1983, 1985 a 1989, 1992 a 1993, 1995 a 1996 y 1997 a 1998), donde disputó un total de 480 partidos (siendo además el segundo jugador florense con más juegos en la Primera División de Costa Rica, por detrás de Germán Chavarría) y obtuvo los títulos de campeón en las temporadas de 1979, 1981, 1985, 1987 y 1993. A nivel internacional obtendría el título de Campeón de la Copa Camel en 1988. Militó con la Asociación Deportiva San Carlos en 1984, Club Sport Cartaginés en 1991, Deportivo Saprissa  en 1992, Asociación Deportiva Municipal Turrialba en 1996 a 1997, Asociación Deportiva Ramonense en 1998 a 1999 y Municipal Puntarenas 1999 a 2000, equipo con el que se retiraría del fútbol profesional en el año 2000. Anotó un total de 70 goles en 685 partidos, y actualmente es el dueño del récord del jugador con más partidos en Primera División.

### Selección nacional
A nivel de selecciones nacionales debutaría el 12 de marzo de 1980 en un encuentro ante la Selección de fútbol de Surinam. Disputó los Juegos Olímpicos de Moscú 1980, los Juegos Olímpicos de Los Ángeles 1984 y la Copa Mundial de Fútbol de 1990, logrando una anotación en 51 partidos clase A.

## Participaciones internacionales

### Copas Mundiales
| Mundial                        | Sede   | Resultado        |
| ------------------------------ | ------ | ---------------- |
| Copa Mundial de Fútbol de 1990 | Italia | Octavos de final |

### Juegos Olímpicos
| Juegos                               | Sede            | Resultado    |
| ------------------------------------ | --------------- | ------------ |
| Juegos Olímpicos de Moscú            | Unión Soviética | Primera fase |
| Juegos Olímpicos de Los Ángeles 1984 | Estados Unidos  | Primera fase |

## Clubes
| Club                 | País       | Año         |
| -------------------- | ---------- | ----------- |
| C. S. Herediano      | Costa Rica | 1979 - 1983 |
| A. D. San Carlos     | Costa Rica | 1984        |
| C.S Herediano        | Costa Rica | 1985 - 1990 |
| C. S. Cartaginés     | Costa Rica | 1991        |
| Deportivo Saprissa   | Costa Rica | 1992        |
| C. S. Herediano      | Costa Rica | 1992 - 1996 |
| Municipal Turrialba  | Costa Rica | 1996 - 1997 |
| C. S. Herediano      | Costa Rica | 1997 - 1998 |
| A. D. Ramonense      | Costa Rica | 1998 - 1999 |
| Municipal Puntarenas | Costa Rica | 1999 - 2000 |

## Palmarés

### Títulos nacionales
| Título                         | Equipo        | País       | Año  |
| ------------------------------ | ------------- | ---------- | ---- |
| Primera División de Costa Rica | C.S Herediano | Costa Rica | 1979 |
| Primera División de Costa Rica | C.S Herediano | Costa Rica | 1981 |
| Primera División de Costa Rica | C.S Herediano | Costa Rica | 1985 |
| Primera División de Costa Rica | C.S Herediano | Costa Rica | 1987 |
| Primera División de Costa Rica | C.S Herediano | Costa Rica | 1993 |